# Calpernia Addams
Calpernia Sarah Addams (Nashville, 20 febbraio 1971) è un'attrice, produttrice televisiva e attivista statunitense.
Inoltre è portavoce ed attivista del movimento transgender, di cui fa parte. Prima di diventare donna ha prestato servizio presso il servizio sanitario del corpo dei Marines durante la guerra del Golfo.
Ha preso parte a qualche film nel cinema: il suo primo ruolo è del 2005 nel film Transamerica.
Nel 1999 ebbe una relazione col soldato ventunenne Barry Winchell che venne poi ucciso con una mazza da baseball da due commilitoni a causa della sua omosessualità.
Vive a Los Angeles.

## Filmografia
- Transamerica, regia di  Duncan Tucker (2005)